# Holy Cross Cemetery
Holy Cross Cemetery é um cemitério católico romano localizado na West Slauson Avenue 5835 em Culver City, Estados Unidos, operado pela Arquidiocese de Los Angeles.
Está localizado parcialmente nos limites da cidade de Culver City.
Aberto em 1939, tem área de 200 acre(s)s (81 ha).

## A
- Gypsy Abbott (1896–1952), atriz
- Jean Acker (1893–1978), atriz, primeira mulher de Rodolfo Valentino
- Frank Albertson (1909–1964), ator
- Sara Allgood (1879–1950), atriz
- Ramsay Ames (1919–1998), atriz
- Tod Andrews (1914–1972), ator
- Richard Arlen (1899–1976), ator
- Henry Armetta (1888–1945), ator
- Mary Astor (1906–1987), atriz

## B
- Joan Banks (1918–1998), atriz
- Sam Barry (1892–1950), treinador de basquetebol no Hall of Fame
- John Beradino (1917–1996), ator
- Johnny Bero (1922–1985), jogador de basebol da Major League
- Sally Blane (1910–1997), atriz
- Alfred S. Bloomingdale (1916–1982), herdeiro de loja de departamentos, teve um caso com a modelo Vicki Morgan, vítima de um assassino
- Joseph Bodner (1925–1982), desenhista e pintor
- Roman Bohnen (1901–1949), ator
- Ray Bolger (1904–1987), ator e dançarino, melhor conhecido por seu papel de espantalho no filme The Wizard of Oz (1939)
- Fortunio Bonanova (1895–1969), ator
- Charles Boyer (1899–1978), ator
- Scott Brady (1924–1985), ator
- Keefe Brasselle (1923–1981), ator, produtor e escritor
- Joseph Breen (1890–1965), ex-diretor da Production Code Administration
- Argentina Brunetti (1907–2005), atriz
- Daws Butler (1916–1988), ator e dublador

## C
- John Candy (1950–1994), ator e comediante
- Macdonald Carey (1913–1994), ator
- Walter Catlett (1889–1960), ator
- Hobart Cavanaugh (1886–1950), ator
- Marguerite Chapman (1918–1999), atriz
- D. Worth Clark (1902–1955), Senador dos Estados Unidos (1939–1945) de Idaho
- Ruth Clifford (1900–1998), atriz
- Bill Cody (1891–1948), ator
- Pinto Colvig (1892–1967), ator e dublador
- Jackie Coogan (1914–1984), ator
- Charles Correll (1890–1972), ator e comediante
- Jeanne Coyne (1923–1973), atriz, dançarina e coreógrafa
- Darby Crash (1958–1980), músico
- Bing Crosby (1903–1977), ator e cantor
- Dixie Lee Crosby (1911–1952) atriz (Bings first wife)
- Dennis Crosby (1934–1991), ator e cantor
- Lindsay Crosby (1938–1989), ator e cantor
- Phillip Crosby (1934–2004), ator e cantor
- Dick Curtis (1902–1952), ator

## D
- Mona Darkfeather (1883–1977), atriz
- Joan Davis (1907–1961), atriz e comediante
- Virginia Davis (1918–2009), atriz infantil
- Bobby Day (1928–1990), cantor
- Dennis Day (1916–1988), ator, cantor e comediante
- Pedro de Cordoba (1881–1950), ator
- Fred de Cordova (1910–2001), diretor e produtor
- Eadie Del Rubio (1921–1996), músico
- Elena Del Rubio (1921–2001), músico
- Milly Del Rubio (1921–2011), músico
- Jean Del Val (1891–1975), ator
- Ralph DePalma (1892–1956), Italian-American racecar driving champion, won 1915 Indianapolis 500, inducted into International Motorsports Hall of Fame in 1991
- Johnny Desmond (1919–1985), ator e cantor
- John Doucette (1921–1994), ator
- Constance Dowling (1920–1969), atriz
- William Dozier (1908–1991), produtor
- Tom Drake (1918–1982), ator
- Al Dubin (1891–1945), escritor de música
- Jimmy Durante (1893–1980), ator e comediante
- Mervyn Dymally (1926–2012), antigo Lieutenant Governor of California e U.S. Congressman da California

## E
- Vince Edwards (1928–1996), ator
- Richard Egan (1921–1987), ator

## F
- John Farrow (1904–1963), diretor, marido da atriz Maureen O'Sullivan, pai da atriz Mia Farrow
- Alvah Meredith Disney-Fisher (1907-1998), executive film produtor, Disney associate composer, co-founder of LodeStar Pictures
- Emily Fitzroy (1860–1954), atriz
- James Flavin (1906–1976), ator
- Joe Flynn (1924–1974), ator e comediante
- George Folsey (1898–1988), cinematographer
- Francis Ford (1881–1959), ator, escritor e diretor
- John Ford (1894–1974), diretor
- Wallace Ford (1898–1966), ator
- Victoria Forde (1896–1964), atriz
- Norman Foster (1900–1976), ator e diretor
- Gene Fowler (1890–1960), escritor
- Mary Frann (1943–1998), atriz
- Thelma Furness, Viscountess Furness (1904–1970) irmã gêmea de Gloria Vanderbilt

## G
- Richard "Skeets" Gallagher (1891–1955), ator
- William Garity (1899–1971), engenheiro de som
- Pauline Garon (1900–1965), atriz
- Mike Gazella (1895–1978), MLB player
- Charles Gemora (1903–1961), ator e stuntman
- Margaret Gibson (1894–1964), atriz
- Gaston Glass (1899–1965), ator
- James Gleason (1882–1959), ator
- Pedro Gonzalez-Gonzalez (1925–2006), ator
- Bonita Granville (1923–1988), atriz
- Gilda Gray (1901–1959), atriz e dançarina
- Robert Greig (1879–1958), ator

## H
- Jack Haley (1898–1979), ator e comediante, melhor conhecido pelo seu papel como Tin Man no filme The Wizard of Oz (1939)
- Jack Haley, Jr. (1933–2001), diretor, produtor e escritor
- Joe Hamilton (1929–1991), produtor
- Juanita Hansen (1895–1961), atriz
- Henry Hathaway (1898–1985), diretor e produtor
- June Haver (1926–2005), atriz
- Allison Hayes (1930–1977), atriz
- Rita Hayworth (1918–1987), atriz e dançarina
- Chick Hearn (1916–2002), sports broadcaster
- Emmaline Henry (1928–1979), atriz
- Hugh Herbert (1887–1952), ator e comediante
- Conrad Hilton, Jr. (1926–1969), business executive e TWA diretor, heir of Hilton Hotel chain
- Taylor Holmes (1878–1959), ator
- Stan Hough (1918–1990), former vice-president of 20th Century Fox

## I
- Amparo Iturbi (1899–1969), composer e concert pianist
- José Iturbi (1895–1980), composer e concert pianist

## J
- Rita Johnson (1913–1965), atriz
- Spike Jones (1911–1965), músico e comediante
- Jim Jordan (1896–1988), ator e comediante
- Marian Jordan (1898–1961), atriz e comediante

## K
- Herbert Kalmus (1881–1963), co-inventor of Technicolor
- Robert Keith (1898–1966), ator
- Paul Kelly (1899–1956), ator
- Charles Kemper (1900–1950), ator
- Edgar Kennedy (1890–1948), ator e comediante
- J. M. Kerrigan (1884–1964), ator
- Norman Kerry (1894–1956), ator
- Cammie King (1934–2010), atriz infantil
- Henry King (1886–1982), diretor
- James Kirkwood, Sr. (1875–1963), ator e diretor
- Helen Kleeb (1907–2003), atriz

## L
- Jack La Rue (1902–1984), ator
- Sir Lancelot (1902–2001), singer
- Mario Lanza (1921–1959), ator e cantor
- Eddie Laughton (1903–1952), ator
- Tim Layana (1964–1999), MLB pitcher
- Dorothy Leavey (1897-1998), philanthropist
- Dixie Lee (1911–1952), atriz, dançarina e cantora. Primeira mulher de Bing Crosby
- Jimmy Lennon (1913–1992), sports announcer
- Nick Licata (1897–1974), mobster
- Margaret Lindsay (1910–1981), atriz
- David Lloyd (1934–2009), roteirista
- Gene Lockhart (1891–1957), ator
- Kathleen Lockhart (1894–1978), atriz
- Ella Logan (1913–1969), atriz e cantora
- Frank Lovejoy (1912–1962), ator
- Peanuts Lowrey (1917–1986), MLB outfielder
- Bela Lugosi (1882–1956), ator
- William Lundigan (1914–1975), ator

## M
- Donald MacBride (1889–1957), ator
- Ranald MacDougall (1915–1973), roteirista
- Fred MacMurray (1908–1991), ator
- Abe Manley (1885–1952), owner of Newark Eagles
- Effa Manley (1897–1981), owner of Newark Eagles
- Eddie Mannix (1891–1963), movie studio executive
- Toni Mannix (1906–1983), wife of Eddie Mannix
- George Marshall (1891–1975), diretor
- Harry Martin (1889–1951), medical diretor of 20th Century Fox Studios e third husband of Louella Parsons
- Marion Martin (1909–1985), atriz
- Al Martino (1927–2009), cantor
- Rudolph Maté (1898–1964), cinematographer e diretor
- May McAvoy (1899–1984), atriz
- Leo McCarey (1898–1969), diretor
- Christine McIntyre (1911–1984), atriz
- David McLean (1922–1995), ator
- Stephen McNally (1913–1994), ator
- Audrey Meadows (1922–1996), atriz
- Ann Miller (1923–2004), atriz e dançarina
- Millard Mitchell (1903–1953), ator
- James V. Monaco (1885–1945), composer
- Ricardo Montalbán (1920–2009), ator
- Carlotta Monti (1907–1993), atriz
- Thelma Morgan (1904–1970), socialite, twin sister of Gloria Morgan Vanderbilt, aunt of fashion designer Gloria Vanderbilt
- James C. Morton (1884–1942), ator
- Alan Mowbray (1896–1969), ator
- Jack Mulhall (1887–1979), ator
- Jack Mullaney (1929–1982), ator
- Richard Murphy (1912–1993), roteirista, diretor e produtor
- Jim Murray (1919–1998), escritor esportivo

## N
- Anne Nagel (1915–1966), atriz
- Grete Natzler (1906–1999), atriz e cantora
- Evelyn Nesbit (1884–1967), atriz
- Fred C. Newmeyer (1881–1967), diretor

## O
- Edmond O'Brien (1915–1985), ator
- Pat O'Brien (1899–1983), ator
- Helen O'Connell (1920–1993), cantor
- Rod O'Connor (1914–1964), announcer
- Walter O'Malley (1903–1979), baseball executive, owner of the Los Angeles Dodgers
- Barney Oldfield (1878–1946), race car driver
- Kid Ory (1886–1973), trombonist e bandleader, Dixieland jazz

## P
- Robert Paige (1911–1987), ator
- George Pal (1908–1980), diretor, produtor e animator
- Hermes Pan (1910–1990), coreógrafo e dançarino
- Louella Parsons (1881–1972), escritor e columnist
- Pat Paterson (1910–1978), atriz
- Chris Penn (1965–2006), ator
- Leo Penn (1921–1998), ator e diretor
- Jean Peters (1926–2000), atriz
- ZaSu Pitts (1894–1963), atriz e comediante
- John Polich (1916–2001), NHL player
- Paul Porcasi (1879–1946), ator
- Jerry Priddy (1919–1980), MLB second baseman
- Dick Purcell (1908–1944), ator

## R

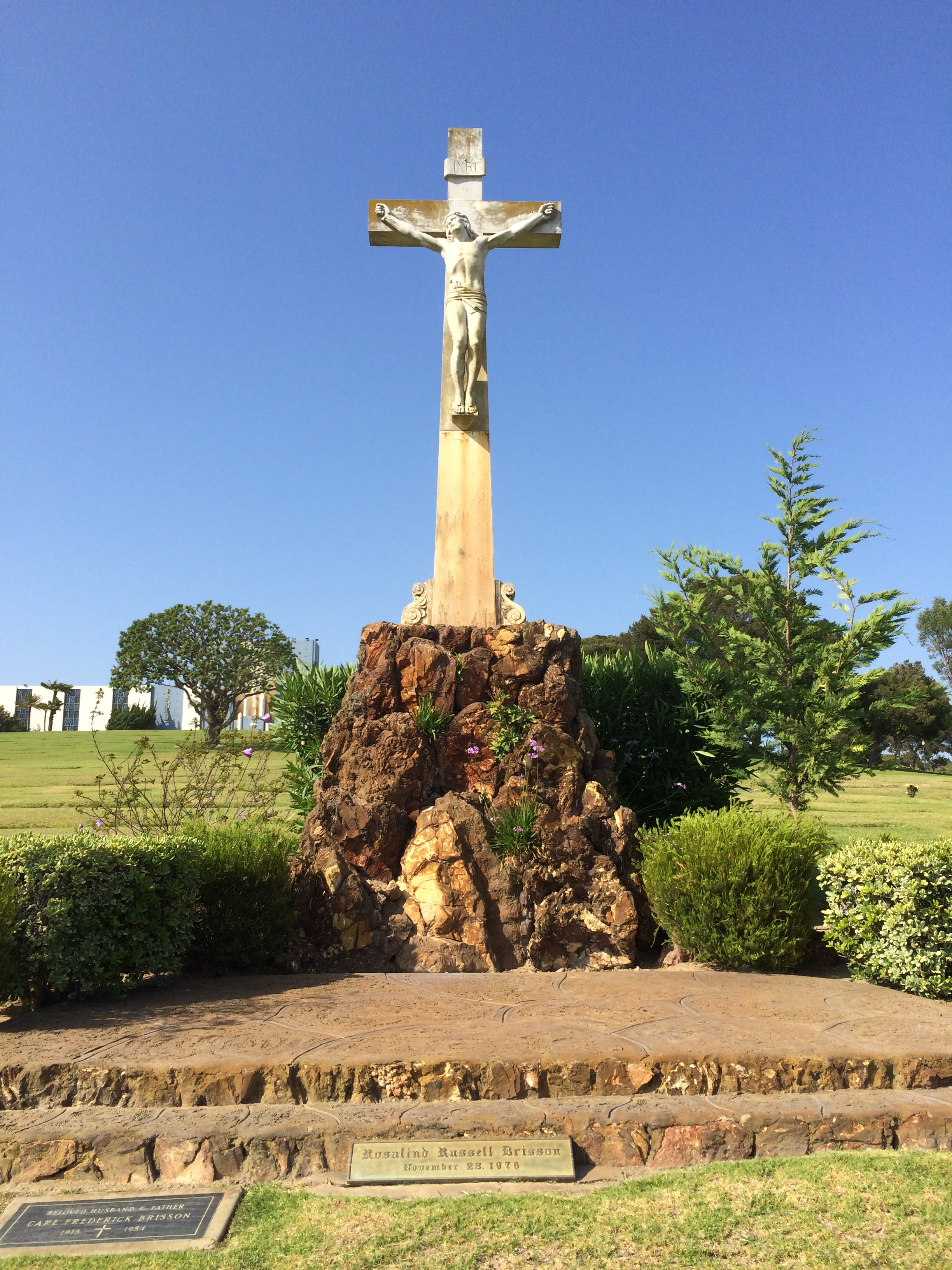
Sepultura de Rosalind Russell

- Rosa Raisa (1893–1963), cantor de ópera
- Alfredo Ramos Martinez (1871–1946), artist, educator
- Alejandro Rey (1930–1987), ator
- Kane Richmond (1906–1973), ator
- Hayden Rorke (1910–1987), ator
- Rip Russell (1915–1976), MLB infielder e outfielder
- Rosalind Russell (1907–1976), atriz
- Ann Rutherford (1917–2012), atriz

## S
- Nazli Sabri (1894–1978), former Queen consort of Egypt
- Gia Scala (1934–1972), atriz
- Fred F. Sears (1913–1957), ator e diretor
- Dorothy Sebastian (1903–1957), atriz
- Edward Sedgwick (1889–1953), ator, diretor, roteirista e produtor
- Miriam Seegar (1907–2011), atriz
- John F. Seitz (1892–1979), cinematographer e inventor
- Mack Sennett (1880–1960), mogul
- Frank Shannon (1874–1959), ator
- Diane Sherbloom (1942–1961), figure skater
- Robert Six (1907–1986), former CEO of Continental Airlines
- Margarita Sierra (1936–1963), cantora e atriz
- Miriam Snitzer (1922–1966), atriz
- Manuel Sorola (1880–1957), first Hispanic FBI agent
- Jo Stafford (1917–2008), cantor
- Harry Stradling (1901–1970), cinematographer
- Edmund Sylvers (1957–2004), cantor

## T
- Doris Tate (1924–1992), anti-parole activist, mother of Sharon Tate
- Sharon Tate (1943–1969), atriz assassinada pela Familia Manson
- Ray Teal (1902–1976), ator
- Dewey Terry (1938–2003), músico
- George Trafton (1896–1971), NFL player

## V
- Joseph A. Valentine (1900–1949), cinematographer
- Mabel Van Buren (1878–1947), atriz
- Gloria Morgan Vanderbilt (1904–1965), socialite, twin sister of Thelma Morgan, mother of fashion designer Gloria Vanderbilt
- Joe Viterelli (1937–2004), ator

## W
- Geraldine Wall (1912–1970), atriz
- Robert Warwick (1878–1964), ator
- Bryant Washburn (1889–1963), ator
- Ned Washington (1901–1976), escritor de música
- Bernie Wayne (1919–1993), escritor de música
- Lawrence Welk (1903–1992), músico
- Paul Weston (1912–1996), bandleader, arranger e composer
- Tim Whelan (1893–1957), diretor e roteirista
- William R. Wilkerson (1890–1962), founder of The Hollywood Reporter, Flamingo Hotel e owner of such nightclubs as Ciro's
- Paula Winslowe (1910–1996), atriz
- Jack Wrather (1918–1984), empreendedor

## Y
- Georgiana Young (1923–2007), atriz
- Loretta Young (1913–2000), atriz
- Polly Ann Young (1908–1997), atriz